# Романьяно-аль-Монте
Романья́но-а́ль-Мо́нте (итал. Romagnano al Monte) — коммуна в Италии, располагается в регионе Кампания, в провинции Салерно.
Население составляет 391 человек (2008 г.), плотность населения составляет 43 чел./км². Занимает площадь 9 км². Почтовый индекс — 84020. Телефонный код — 0828.
Покровительницей коммуны почитается Богоматерь Кармельская (Madonna del Carmine), празднование в первое воскресение октября.

## Демография
Динамика населения:

## Администрация коммуны
- Официальный сайт: https://web.archive.org/web/20121114061134/http://romagnanoalmonte.asmenet.it/